# 2009 en Angola
Cet article présente les faits marquants de l'année 2009 en Angola.

## Évènements
- Jeudi 12 février 2009 : le pays est durement frappé par la chute des cours du pétrole et a vu ses revenus fondre alors qu'il tire 90 % de ses recettes du pétrole. L'État révise son budget à la baisse et prévoit de couper dans les 32,5 milliards d'euros de ses dépenses initialement programmées dans le budget 2009. Un tiers du budget devait être consacré aux dépenses sociales, dans ce pays où plus de 66 % de la population continue de vivre en dessous du seuil de pauvreté, sept ans après la fin d'une longue guerre civile (1975-2002). Le ministre des Finances, Manuel Nunes déclare : « Nous allons continuer nos efforts pour lutter contre la faim, la pauvreté et pour mener à terme les principaux investissements publics […] L'Angola ne sera pas en récession et nous n'aurons pas une croissance économique inférieure à la croissance démographique, qui est d'environ 3 % ».

- Vendredi 20 mars 2009 : le pape Benoît XVI est en visite en Angola pour la deuxième étape de son périple africain. Le pays est une étape importante de l'histoire du catholicisme en Afrique : c'est là que des missionnaires portugais baptisèrent le premier converti du continent, en 1491… Plus de 60 % de la population y est catholique. Lors de son discours, le pape prône la bonne gouvernance et appelle l'Afrique à « éradiquer une fois pour toutes la corruption » et s'oppose à l'avortement : « Je dois également mentionner un autre grave sujet de préoccupation : les politiques de ceux qui, dans l'illusion de faire progresser l'édifice social, en menacent les fondements mêmes […] Combien est amère l'ironie de ceux qui promeuvent l'avortement au rang des soins de la santé des "mamans" ! Combien est déconcertante la thèse de ceux qui prétendent que la suppression de la vie serait une question de santé reproductive ».

- Samedi 21 mars 2009 :
  - Le pape Benoît XVI, lors d'une messe avec le clergé et les cadres laïcs de l'Église catholique angolaise dans la moderne église São Paulo de Luanda — construite dans les années 1930 et récemment restaurée —, appelle, sans son homélie, les catholiques à travailler à la conversion des adeptes de la sorcellerie, nombreux dans cette région d'Afrique sub-équatoriale. Il estime que comme aux premiers temps de l'évangélisation de l'Angola il y a 500 ans, l'évangélisation restait une exigence pressante pour l'Église catholique : « Aujourd'hui, il vous revient […] de présenter le Christ ressuscité à vos concitoyens. Ils sont si nombreux à vivre dans la peur des esprits, des pouvoirs néfastes dont ils se croient menacés ».
  - Une bousculade de foule fait 18 morts dont deux enfants, à l'entrée du stade des Coqueiros à Luanda où le pape Benoît XVI devait rencontrer la jeunesse angolaise.

- Dimanche 22 mars 2009 : le pape Benoît XVI célèbre une messe géante à Cimangola à 14 kilomètres au nord du centre de Luanda en présence de plusieurs centaines de milliers d'Angolais qui l'ont acclamé.

- Vendredi 3 avril 2009 : d'importantes inondations ont touché le pays depuis le début de l'année et ont fait plus de 220 000 sinistrés, de nombreux dégâts, notamment des routes et des maisons et ont dévasté les terres agricoles des provinces du Sud du pays (Cunene, Cuando-Cubango et Moxico) et même de Luanda, ce qui pourrait provoquer une situation de crise alimentaire et une famine. Près de 600 cas de choléra ont déjà été diagnostiqués et au moins 22 personnes ont été tuées par les inondations dont la plupart par noyade.

- Jeudi 16 avril 2009 : le nombre de personnes mortes dans le sud de l'Angola à cause des inondations qui sévissent depuis un mois en Afrique australe est établi à 60 selon le général Eugenio Laborinho, coordinateur de la Commission de la protection civile.

- Lundi 10 août 2009 : selon une étude comparative de l'institut britannique Chatham House sur l'impact de la présence des compagnies asiatiques dans les deux principaux producteurs de brut du continent noir, le Nigeria et l'Angola, les craintes de l'Occident face à l'intérêt croissant de l'Asie pour le pétrole africain dépassent largement la réalité. La présence des pétroliers asiatiques en Afrique de l'Ouest est très récente et d'autre part que les majors pétrolières conservent une nette avance, « elles dominent la production et détiennent la majorité des réserves » qui attire cependant l'attention sur la concurrence grandissante entre la Chine et l'Inde dans ces deux pays, et entre acteurs asiatiques en général. D'autre part, « ni le Nigeria ni l'Angola n'ont des rapports avec l'Asie correspondant au stéréotype selon lequel des États africains faibles se font exploiter de façon impitoyable par des tigres asiatiques avides de ressources », même si les pétroliers asiatiques ont réussi leur implantation en Angola[1]

- Lundi 21 septembre 2009 : le 30e anniversaire de l'arrivée au pouvoir du président José Eduardo dos Santos n'a été marqué par aucune manifestation officielle ni mentionné par les médias d'État, comme le quotidien Jornal de Angola. Après la mort du doyen des chefs d'État africain, le Gabonais Omar Bongo Ondimba, le président dos Santos (67 ans) est devenu le deuxième chef d'État d'Afrique par sa longévité à la tête du pays juste après le Libyen Mouammar Kadhafi.

- Samedi 26 septembre 2009 : dans la semaine, l'Angola a expulsé 2 500 clandestins la plupart originaire de la RDC[2]

- Vendredi 13 novembre 2009 : le Conseil du commerce chinois à Luanda et l'Ambassade de Chine dénonce le climat d'insécurité généré par des gangs armés et dont sont victimes de nombreux Chinois, très impliqués dans la construction de nombreuses infrastructures en Afrique et en particulier en Angola[3].